# Hadrien Raccah
Hadrien Raccah, né en 1984, est un auteur dramatique, scénariste et romancier français.

## Biographie
Hadrien Racca  écrit sa première pièce, Terminus, à l’âge de 22 ans. La pièce est mise en scène par Anne Bouvier et bénéficie de l’aide à la création du ministère de la Culture.
En 2007, il présente La Dernière Nuit, également mise en scène par Anne Bouvier, qui reçoit le Grand Prix du ministère de la Culture.
Sa pièce Voyage pour Hénoch est publiée en 2009 et reçoit le prix Beaumarchais de la SACD. Le texte, salué par la critique, explore la rivalité entre deux frères.
En 2019, il coécrit L'Invitation avec Gad Elmaleh, Philippe Lellouche et Judith Elmaleh. La pièce est jouée au Théâtre de la Madeleine,.
Il coécrit en 2019 À la barre, avec l’avocat Éric Dupond-Moretti. La pièce est jouée au Théâtre de la Madeleine.
En 2021, il signe la pièce Les Grandes Ambitions, jouée avec Matt Pokora, Estelle Lefébure et Philippe Lellouche.
En 2023, il coécrit Suite Royale avec Judith Elmaleh, une comédie interprétée par Élie Semoun et Julie de Bona, mise en scène par Bernard Murat.
Enfin, il est l’auteur de Un Château de cartes, prévu pour 2025, avec Gérard Darmon, Isabelle Gélinas et Gilles Cohen.
Il a également publié deux romans : Mélancomaniaque (2014) et Huit mètres carrés (2019).

## Œuvres principales

### Théâtre
- Terminus (2006), mise en scène : Anne Bouvier[1]
- La Dernière Nuit (2007), mise en scène : Anne Bouvier[1]
- Voyage pour Hénoch (2009), mise en scène : Anne Bouvier[2]
- L'Invitation (2019), coécrite avec Gad Elmaleh, Philippe Lellouche et Judith Elmaleh[3],[4]
- À la barre (2019), coécrite avec Éric Dupond-Moretti[5]
- Les Grandes Ambitions (2021), avec Matt Pokora, Estelle Lefébure et Philippe Lellouche[6]
- Suite Royale (2023), avec Élie Semoun et Julie de Bona[7]
- Un Château de cartes (2025), avec Gérard Darmon, Isabelle Gélinas et Gilles Cohen[8]

### Littérature
- Mélancomaniaque (2014)
- Huit mètres carrés (2019)[9]

## Distinctions
- Prix d’encouragement du ministère de la Culture pour Terminus (2006)[1]
- Grand Prix du ministère de la Culture pour La Dernière Nuit (2007)[1]
- Prix Beaumarchais de la SACD pour Voyage pour Hénoch (2009)[2]